# Luigi Fontana (sculpteur)
Pour les articles homonymes, voir Luigi Fontana (homonymie).
Ne pas confondre avec le sculpteur italien, peintre et architecte Luigi Fontana (1827-1908).
Luigi Fontana, né au XIXe siècle à Milan, est un sculpteur italien.

## Biographie
Après avoir terminé ses études à l'Académie de Milan, Luigi Fontana a voyagé à Buenos Aires et à Rosario di Santa Fé. Parmi ses œuvres les plus connues figurent : la Statue de l'Affliction et un Ange de Miséricorde sur le monument funéraire de la famille Pinasco, un monument à Columbus à Rosario.